# Sid Ramin
Sid Ramin, pseudonimo di Sidney Nathan Ramin (Boston, 22 gennaio 1919 – Manhattan, 1º luglio 2019), è stato un compositore statunitense di colonne sonore cinematografiche.

## Riconoscimenti
- Premio Oscar alla migliore colonna sonora per West Side Story (1962)
- Grammy Award – Best Soundtrack Album or Recording of Original Cast from Motion Picture or Television per West Side Story (1961)